# Kati Mets
Kati Mets, född Katrina Mets 30 augusti 1956 i Brännkyrka församling i Stockholm, är en svensk illustratör och serietecknare.
Mets illustrerar i tryckta och digitala medier. Hon gjorde den prisbelönade novellserien Dorotea i dödsriket som animerades av Mattias Gordon 2006, kortfilmen producerades av Lisbet Gabrielsson. Möte i mellanrummet bygger även den på Mets' seriemanus. Andens resa, en skapelseberättelse är Mets` tredje kortfilm som hon gjorde tillsammans med Mattias Gordon.